# Nederlandse kampioenschappen veldrijden 2018
De Nederlandse kampioenschappen veldrijden 2018 werden verreden op zaterdag 13 en zondag 14 januari in Surhuisterveen, gemeente Achtkarspelen. Het parcours is grotendeels gelijk aan de jaarlijkse Centrumcross. Tijdens de kampioenschappen wordt er gestreden in tien categorieën.

## Programma
| Datum                    | Tijd  | Categorie                                       |
| ------------------------ | ----- | ----------------------------------------------- |
| Zaterdag 13 januari 2018 | 10:00 | Mannen masters 50+                              |
| Zaterdag 13 januari 2018 | 11:00 | Mannen masters 40+                              |
| Zaterdag 13 januari 2018 | 12:30 | Meisjes nieuwelingen (U17)                      |
| Zaterdag 13 januari 2018 | 13:30 | Vrouwen beloften (U23) & Meisjes junioren (U19) |
| Zaterdag 13 januari 2018 | 15:00 | Vrouwen elite/amateurs                          |
| Zondag 14 januari 2018   | 11:00 | Jongens nieuwelingen (U17)                      |
| Zondag 14 januari 2018   | 12:00 | Mannen amateurs                                 |
| Zondag 14 januari 2018   | 13:30 | Jongens junioren (U19)                          |
| Zondag 14 januari 2018   | 15:00 | Mannen elite & Mannen beloften (U23)            |

## Uitslagen

### Mannen elite
Mathieu van der Poel is titelverdediger bij de heren, nadat hij in de voorgaande drie jaren de titel had opgeëist. In de wedstrijd ging hij vanaf de tweede ronde solo en reed hierna naar zijn vierde nationale titel veldrijden op een rij. Lars van der Haar werd tweede op ruim een minuut.
| Plaats                    | Naam                 | Tijd       |
| ------------------------- | -------------------- | ---------- |
| Nederlandse kampioenstrui | Mathieu van der Poel | 1u02'51"   |
| Zilver                    | Lars van der Haar    | + 1'10"    |
| Brons                     | David van der Poel   | + 2'23"    |
| 4                         | Corné van Kessel     | + 3'16"    |
| 5                         | Stan Godrie          | + 3'16"    |
| 6                         | Patrick van Leeuwen  | - 1 ronde  |
| 7                         | Gert-Jan Bosman      | - 1 ronde  |
| 8                         | Thijs van Amerongen  | - 2 ronden |
| 9                         | Eddy van IJzendoorn  | - 2 ronden |
| 10                        | Bart Barkhuis        | - 3 ronden |

### Vrouwen elite
Marianne Vos is titelverdediger bij de dames, maar ontbreekt in 2018 vanwege een verkoudheid. Sophie de Boer, derde bij de nationale kampioenschappen in 2017, meldde zich een dag voor de wedstrijd wegens gezondheidsproblemen eveneens af. In de wedstrijd nam Lucinda Brand vanaf de start het voortouw en won de wedstrijd, ondanks een stuurfout in de eerste ronde. Maud Kaptheijns pakte de tweede plaats, mede door materiaalpech bij Annemarie Worst. 
| Plaats                    | Naam                 | Tijd    |
| ------------------------- | -------------------- | ------- |
| Nederlandse kampioenstrui | Lucinda Brand        | 42'17"  |
| Zilver                    | Maud Kaptheijns      | + 50"   |
| Brons                     | Annemarie Worst      | + 1'06" |
| 4                         | Geerte Hoeke         | + 1'18" |
| 5                         | Thalita de Jong      | + 1'39" |
| 6                         | Anna van der Breggen | + 2'40" |
| 7                         | Denise Betsema       | + 2'57" |
| 8                         | Bianca van den Hoek  | + 3'46" |
| 9                         | Lizzy Witlox         | + 4'19" |
| 10                        | Veerle Goossens      | + 4'23" |

### Mannen beloften
De beloften reden mee in dezelfde wedstrijd als de mannen. Joris Nieuwenhuis verdedigde zijn titel.
| Plaats                    | Naam                | Tijd       |
| ------------------------- | ------------------- | ---------- |
| Nederlandse kampioenstrui | Joris Nieuwenhuis   | 1u07'31"   |
| Zilver                    | Kelvin Bax          | + 01"      |
| Brons                     | Thymen Arensman     | + 13"      |
| 4                         | Jens Dekker         | - 2 ronden |
| 5                         | Sieben Wouters      | - 2 ronden |
| 6                         | Roel van der Stegen | - 3 ronden |
| 7                         | Mart Muskens        | - 3 ronden |
| 8                         | Maik van der Heyden | - 3 ronden |
| 9                         | Kyle Agterberg      | - 4 ronden |
| 10                        | Koen van Dijke      | - 4 ronden |

### Vrouwen beloften
| Plaats                    | Naam                 | tijd    |
| ------------------------- | -------------------- | ------- |
| Nederlandse kampioenstrui | Inge van der Heijden | 42'45"  |
| Zilver                    | Fleur Nagengast      | + 44"   |
| Brons                     | Yara Kastelijn       | + 1'07" |
| 4                         | Manon Bakker         | + 1'32" |
| 5                         | Lindy van Anrooij    | + 2'35" |
| 6                         | Susanne Meistrok     | + 2'35" |
| 7                         | Aniek van Alphen     | + 2'36" |
| 8                         | Maaike de Heij       | + 3'40" |
| 9                         | Femke Gerritse       | + 4'08" |
| 10                        | Sylvie Swinkels      | + 4'17" |

### Jongens junioren
| Plaats                    | Naam            | Tijd    |
| ------------------------- | --------------- | ------- |
| Nederlandse kampioenstrui | Ryan Kamp       | 37'26"  |
| Zilver                    | Mees Hendrikx   | + 37"   |
| Brons                     | Luke Verburg    | + 1'10" |
| 4                         | Noah Vreeswijk  | + 1'44  |
| 5                         | Bart Artz       | + 2'16  |
| 6                         | Pim Ronhaar     | + 2'51  |
| 7                         | Bodi del Grosso | + 3'06  |
| 8                         | Milan Ziemerink | + 3'54  |
| 9                         | Rick Pluimers   | + 4'07  |
| 10                        | Wesley Damiaans | + 4'14  |

### Meisjes junioren
| Plaats                    | Naam                 | Tijd      |
| ------------------------- | -------------------- | --------- |
| Nederlandse kampioenstrui | Femke Gerritse       | 46'53"    |
| Zilver                    | Sylvie Swinkels      | + 9"      |
| Brons                     | Laura van der Zwaan  | + 42"     |
| 4                         | Rozemarijn Ammerlaan | + 1'12    |
| 5                         | Elodie Kuijper       | + 1'46    |
| 6                         | Lisa Dorussen        | + 2'19    |
| 7                         | Larissa Hartog       | + 3'22    |
| 8                         | Marlies Vos          | + 3'56    |
| 9                         | Dorien Hoog Antink   | - 1 ronde |
| 10                        | Isolde Ebbinge       | - 1 ronde |

### Jongens nieuwelingen
| Plaats                    | Naam               | Tijd |
| ------------------------- | ------------------ | ---- |
| Nederlandse kampioenstrui | Salvador Alvarado  |      |
| Zilver                    | Hugo Kars          |      |
| Brons                     | Bailey Groenendaal |      |
| 4                         | Joppe de Heij      |      |
| 5                         | Tibor Del Grosso   |      |
| 6                         | Lucas van Vleuten  |      |
| 7                         | Mike Schuch        |      |
| 8                         | Frans Ledoux       |      |
| 9                         | Steijn Willemsen   |      |
| 10                        | Matyas Kopecky     |      |

### Meisjes nieuwelingen
| Plaats                    | Naam               | Tijd |
| ------------------------- | ------------------ | ---- |
| Nederlandse kampioenstrui | Shirin van Anrooij |      |
| Zilver                    | Puck Pieterse      |      |
| Brons                     | Senne Knaven       |      |
| 4                         | Kimberly Boven     |      |
| 5                         | Elise Uijen        |      |
| 6                         | Ilse Pluimers      |      |
| 7                         | Lisa van Helvoirt  |      |
| 8                         | Fleur van der Peet |      |
| 9                         | Danielle Quint     |      |
| 10                        | Sofie van Rooijen  |      |

Kampioenschappen:  Wereldkampioenschappen ·
 Europese kampioenschappen ·
 Belgische kampioenschappen ·
 Nederlandse kampioenschappen
Klassementen:  Wereldbeker ·
 Superprestige ·
 DVV Verzekeringen/IJsboerke Trofee ·
 EKZ CrossTour ·
 TOI TOI Cup ·
 Coupe de France ·
 Copa de España ·
 New England Series ·
 US Cup
Overig:  Brico Cross ·
 Soudal Classics
Geen UCI-cat.:  Giro d'Italia Ciclocross
1963 · 
1964 · 
1965 · 
1966 · 
1967 · 
1968 · 
1969 · 
1970 · 
1971 · 
1972 · 
1973 · 
1974 · 
1975 · 
1976 · 
1977 · 
1978 · 
1979 · 
1980 · 
1981 · 
1982 · 
1983 · 
1984 · 
1985 · 
1986 · 
1987 · 
1988 · 
1989 · 
1990 · 
1991 · 
1992 · 
1993 · 
1994 · 
1995 · 
1996 · 
1997 · 
1998 · 
1999 · 
2000 · 
2001 · 
2002 · 
2003 · 
2004 · 
2005 · 
2006 · 
2007 · 
2008 · 
2009 · 
2010 ·
2011 ·
2012 ·
2013 ·
2014 ·
2015 ·
2016 ·
2017 ·
2018 ·
2019 ·
2020 ·
2021 ·
2022 ·
2023 · 2024 · 2025